# 리프트: 비행기를 털어라
《리프트: 비행기를 털어라》(영어: Lift)는 2024년 공개된  미국의 하이스트, 액션, 코미디, 스릴러 영화로, F. 게리 그레이가 감독을 맡았다.

## 시놉시스
미술품을 전문으로 훔치는 절도 전문가 팀 사이러스는 인터폴 경찰과 합동하여 상공 12,000미터에서 5억 달러의 금괴를 털기로 한다.

## 출연진
- 케빈 하트(사이러스 역)
- 구구 음바타로(애비 역)
- 빈센트 도노프리오
- 우르술라 코르베로
- 빌리 매그너슨
- 제이컵 바털론
- 장 르노
- 샘 워딩턴
- 번 고먼
- 김윤지(미선 역)
- 비벡 칼라
- 폴 앤더슨